# 1432 Ethiopia
1432 Ethiopia eller 1937 PG är en asteroid i huvudbältet som upptäcktes 1 augusti 1937 av den sydafrikanske astronomen Cyril V. Jackson i Johannesburg. Den har fått sitt namn efter landet Etiopien.
Asteroiden har en diameter på ungefär 7 kilometer.